# Nicopolis (hetär)
Nicopolis, som levde under 100-talet f.Kr., var en grekisk hetär.
Hon var som hetär verksam i Rom under 100-talet f.Kr., där hon ska ha tjänat en förmögenhet. Hon blev senare en älskarinna och välgörare till Sulla, och lämnade honom sin förmögenhet vid sin död. Hon nämns ofta i litteraturen kring Sulla.